# A Totál Dráma szereplőinek listája
A Totál Dráma egy kanadai animációs valóságshow, amelyet a kanadai Teletoon tévécsatorna készített, Todd Kauffman és Mark Thornton rendezésében. A sorozat főszereplői 16 éves tinédzserek, akiknek minden héten különböző próbákat kell kiállniuk, majd ki kell szavazniuk a versenyből egy csapattársat. Az első évad, a Totál Dráma Sziget premierje a Teletoonon 2007. július 8-án volt. Az USA-ban a sorozatot a Cartoon Network sugározza, premierje 2008 júniusában volt. Magyarországon a közép-európai Cartoon Network sugározza 2008. szeptember 11. óta. A sorozat egy egyórás évadzáró különkiadással, a Total Drama, Drama, Drama, Drama, Drama Islanddel ért véget, melyet Kanadában 2008 novemberében vetítettek, az USA-ban 2008 decemberben, Magyarországon pedig 2009. szeptember 3-án, egy héttel a második évad, a Totál Dráma Akció magyar premierje előtt.
A Totál Dráma Akció című második évadot, amelyben az első évad 22 versenyzője közül csak 14 – később 15 – vesz részt, Kanadában a Teletoon 2009. január 11-én vetítette először. Az Egyesült Államok-beli premier a Cartoon Networkön június 11-én, a magyar premier pedig szeptember 10-én. Az évadzáró egyórás különkiadást, a Celebrity Manhunt's Total Drama Action Reunion Show-t az USA-ban 2010. április 6-án vetítik. Kanadában 2010. június 10-én, közvetlenül a Totál Dráma Világturné premierje előtt vetítették, Magyarországon pedig 2010. augusztus 29-én adják le. A Totál Dráma Világturné című harmadik évad USA-beli premierje 2010. június 21-én volt, a magyar pedig 2010. szeptember 9-én. Ebben az évadban 17 versenyző lesz, olyan is, aki minden eddigi évadban ott volt. Lesz olyan is, aki a Totál Dráma Szigetben részt vett, de a Totál Dráma Akciót kihagyta. Megjelenik három új versenyző is, Alejandro, Sierra és Blaineley.

## Szereplők

### Játékvezetők
| # | Név            | Magyar hangja  | Szerep            | Szerep            | Szerep            | Szerep            |
| --- | -------------- | -------------- | ----------------- | ----------------- | ----------------- | ----------------- |
| 1 | "Chris McLean" | Renácz Zoltán  | Műsorvezető       | Műsorvezető       | Műsorvezető       | Műsorvezető       |
| Ő a műsorvezető. Nagyon sokat költ a hajára, szeret kiszúrni a versenyzőkkel. Mindig nagy az arca. A 3. évadban kiderült a születési éve: 1978.                                               |                |                |                   |                   |                   |                   |
| 2 | "Hatchet séf"  | Kapácsy Miklós | Séf               | Séf               | Séf               | Séf               |
| Ő főzi az undorítóbbnál undorítóbb ételeket a versenyzőknek. Régen katona volt, nagyon szigorú. Senkit sem szível, de a második évadban mégis szövetségre lép DJ-jel, mert magát látja benne. |                |                |                   |                   |                   |                   |
| 3 | "Don"          | Pál Tamás      | Újonc műsorvezető | Újonc műsorvezető | Újonc műsorvezető | Újonc műsorvezető |
| A Versengés a föld körül műsorvezetője. Kevésbé gúnyolódik a versenyzőkkel. |                |                |                   |                   |                   |                   |

### Versenyzők
| # | Név          | Magyar hangja | Hely    | Hely    | Hely   | Hely   | Hely |
| --- | ------------ | --- | ------- | ------- | ------ | ------ | ---- |
| 1 | "Alejandro"  | Honti Molnár Gábor | Nem     | Nem     | 1      | Nem    | 6    |
| Igazi gonosz fiú. Justin ördögibb (és beszédesebb) változata. Ő az egyik, aki a harmadik évadban kezdi a versenyt. Bridgette és Lindsay is odavan érte. Az évad végén beleszeret Heatherbe, aki azonban a döntőben megalázza, ám véletlenül megnyeri neki a versenyt. Megég a teste, Chris egy robotba zárja rehabilitálódni. Az All-Starsban kulcsszerepet játszik Carl színre lépésében. |              | |         |         |        |        |      |
| 2 | "Anne Maria" | Mezei Kitty | Nem     | Nem     | Nem    | 8      | Nem  |
| Puccos, önimádó lány, aki folyton a külsejével foglalkozik. Odavan Vito-Mikeért. Végül kiszáll a műsorból, mert egy cirkónium-ékszerre azt hiszi, hogy gyémánt. |              | |         |         |        |        |      |
| 3 | "B"          | nem szólal meg | Nem     | Nem     | Nem    | 12     | Nem  |
| Nem túl beszédes, zárkózott fiú. Az igazi neve Beverley. Scott "dobja ki" a műsorból. |              | |         |         |        |        |      |
| 4 | "Beth"       | Madarász Éva (TDI) Pupos Tímea (TDI különkiadás-)                                                                           | 16      | 1       | Nem    | Nem    | Nem  |
| Egy igazi kis lúzer, bár hatalmas szíve van és mindig bízik magában. Hihetetlenül naiv. Minden egyes epizódban történik vele valami cikis. Olyasmi, ami miatt a legtöbb gyerek egy hétig elkerülné szégyenében az iskolát. Szerencsére ő már megszokta, hogy kinevetik. Nagyon gázos hobbijai vannak, bár a művészeti feladatoknál ez a képessége jól jön. A második évadban kiderül, hogy a barátját Brady-nek hívják, de senki se hiszi el, hogy igazi. De a döntőben mindenki meglepődik, amikor Brady megjelenik. |              | |         |         |        |        |      |
| 5 | "Blaineley"  | Kiss Virág | Nem     | Nem     | 7 / 6  | Nem    | Nem  |
| Egy igazi sztár műsorvezető, legalábbis ő ezt hiszi magáról, de hamar kiderül róla, hogy távolról sem olyan tökéletes, mint amilyennek mutatja magát. A Totál dráma utórengésekben lett Geoff műsorvezetőtársa, miután egy rövid időre kifúrta onnan Bridgette-et. Szeret balhét csinálni, a legtöbben nem szeretik a beképzelt és fennhéjázó stílusa miatt. Owen-hez hasonlóan ő sem veti meg az ételeket és gyakran durrogtat, de ő ezt mindenképpen igyekszik eltitkolni, nem sok sikerrel. |              | |         |         |        |        |      |
| 6 | "Bridgette"  | Németh Kriszta | 10      | 17 – 16 | 16     | Nem    | Nem  |
| Bridgette gyönyörű lány, akit atlétikus testalkattal és poétikus lelkivilággal áldottak meg az égiek. Békés és nyugalmas. Ha megfordulsz szörfös teste láttán, valami mást is látni fogsz: egy bátor lányt, aki nem fél a nehéz feladatoktól és aki valójában nagyon okos is. Szerencséjére sokan csak vidám természetét és csinos küllemét látják, így könnyedén túljár ellenfelei eszén. A Totál Dráma Sziget közepén tudta meg, hogy bírja Geoff, akibe ő is beleszeretett. |              | |         |         |        |        |      |
| 7 | "Cameron"    | Pálmai Szabolcs | Nem     | Nem     | Nem    | 1      | 8    |
| Félénk, de figyelmes fiú, leginkább Zoe érti meg. Villám folyamatosan lenézi, de a végső fordulóban mégis Cameron diadalmaskodott. Az allStarsban összetöri magát, mivel Carl egyik fő áldozatává válik. |              | |         |         |        |        |      |
| 8 | "Cody"       | Halasi Dániel Joó Gábor (TDI különkiadás, TDA 6.rész)                                                                       | 17      | Nem     | 3      | Nem    | Nem  |
| Szereti a gépeket, a modern kütyük mestere. Azt hiszi menő, folyton a lányokról beszél. Odavan Gwenért, de tudja, hogy ő Trentért van oda. A harmadik évadban Sierra személyében igazi rajongóra talál, akit később ő is megszeret. |              | |         |         |        |        |      |
| 9 | "Courtney"   | Solecki Janka | 14      | 4       | 7 / 6  | Nem    | 5    |
| Courtney útban az egyetem felé úgy döntött, hogy tesz egy kalandos kitérőt a Totál Dráma Szigetben. Klasszikus jókislány – szép, kedves, udvarias, bár elszántan küzd a győzelemért – nem, nem, ő nem vesztésre született. Courtney vezető egyéniség (legalábbis szerinte). Volt cserkész és ezt sokszor hangoztatja. Alapvetően ő a sügérek vezetője aki megszervezi a próbák teljesítését. Mint a teniszcsapat kapitánya és a diákönkormányzat kincstárnoka, Courtney az utolsó betűig betartja a szabályokat – egészen addig míg azok nem állnak a győzelem útjába. Mivel meggyőződése, hogy nem barátokat szerezni jött ide, igencsak meglepődne, hogy mennyire nagy szüksége van rájuk… és egészen a szigeten töltött utolsó pillanatokig végletesen felemás érzelmei vannak Duncan irányában. Egy győztes pernek köszönhetően Courtney visszatér a játékba. A harmadik évadban összeveszik Duncannel és Gwennel, akik összejönnek. Az All-stars évadban Scott barátnője lesz. |              | |         |         |        |        |      |
| 10 | "Dakota"     | Roatis Andrea | Nem     | Nem     | Nem    | 13 / 7 | Nem  |
| Dakota egy magát szépségkirálynőnek alkotó, nagyképű lány. A toxikus anyagok hatására mégis egy bennszülötté változik, de sikeresen visszaműtik embernek. |              | |         |         |        |        |      |
| 11 | "Dawn"       | Sipos Eszter Anna | Nem     | Nem     | Nem    | 11     | Nem  |
| Dawn egy természetimádó, aki magához vonzza az állatokat. Kissé furcsa modora miatt Zoe nem igazán szíveli őt. Scott okozza a vesztét, úgy tesz, mint ha Dawn lopott volna, és ellene ugrasztja a többieket. |              | |         |         |        |        |      |
| 12 | "DJ"         | Gáspár András | 8       | 12      | 12     | Nem    | Nem  |
| Egy hatalmas mackó. A jamaikai születésű kanadai fiú, DJ imádja, ha (nagyon) fűszeres az étele, a mama kedvence és imád szalagtáncolni. Nagyon pozitív, nyugodt, igazi szigetlakó természettel áldotta meg a sors, ami a többiekre is jótékony hatással van. Haroldra, az örökmozgóra különösen. Anyukája miatt versenyez, akiről rendkívül sokat és szívesen beszél. Valószínűleg DJ a legérzelmesebb figura a versenyben, ettől népszerű és szerethető, szumós alkata pedig hasznosnak bizonyul az erőpróbáknál. A többiek néha felhergelik – bár nincsenek vérengző hajlamai. Az Akcióban a Séf segédje lesz. A Világturnéban pedig a Diadal-csapat utolsó "túlélője". |              | |         |         |        |        |      |
| 13 | "Duncan"     | Varga Gábor | 4       | 2       | 19 / 5 | Nem    | 8    |
| Keményfiú a javából, olyan börtöntöltelékféle, mindehhez jó nagy arccal. Egyik kedvenc időtöltése, hogy hülye pofákat vágva és kegyetlen megjegyzésekkel halálra kínozza csapattársait, egészen addig míg eltörik a mécses. A keményfiús külső alatt azonban érző szív dobog… Ezt azonban sok-sok réteg takarja. Hobbija, hogy addig feszíti a húrt, amíg csak lehet. Szeret kiszúrni Harolddal, mert a Totál Dráma Szigetben kiszavazta Courtney-t. Az Akcióban a döntőig menetel (az amerikai változatban ő nyer), miközben Courtney-val kiismerhetetlen viszonyt folytat. A Világturnéban összejön Gwennel, aki azonban az AllStarsban dobja őt. Majd, hogy mutassa, nem puhult el, felrobbantja Chris lakhelyét, amiért letartóztatják. |              | |         |         |        |        |      |
| 14 | "Eva"        | Oláh Orsolya Fésűs Bea (TDI 15. rész)                                                                                       | 23 / 12 | Nem     | Nem    | Nem    | Nem  |
| Egy nagyon kemény, fiús lány. Kickboxol és folyton súlyzózik. Azért jelentkezett a versenybe, hogy megmutassa vezetői képességeit, és, hogy megfékezze a dühét. |              | |         |         |        |        |      |
| 15 | "Ezekiel"    | Kárpáti Levente (TDI 1, 2. rész) Pál Tamás (TDI 22. rész) Fekete Zoltán (TDI különkiadás) Harcsik Róbert (TDA különkiadás-) | 24      | Nem     | 18     | Nem    | Nem  |
| Otthonülős, orrturkálós fiú. Utál kint lenni a levegőn, a Totál Dráma Szigetre is csak azért jelentkezett, mert az orvosa utasította rá. Szándékosan kiszavaztatta magát már az első nap azzal, hogy sértő megjegyzéseket tett a lányokra. Szeret tanulni, nem ismeri a szlenget. A Totál Dráma VT-ból való kiszavazásnál azonban elbújt a repülőgép egy részében, s miután Chris bekényszerítette egy állatokkal teli kamrába, Ezekiel vadállat módra kezdett viselkedni. Rejtély, vajon ő-e az és ha igen, él-e még... |              | |         |         |        |        |      |
| 16 | "Geoff"      | Posta Victor | 6       | 17 / 16 | Nem    | Nem    | Nem  |
| A férfias férfiú. A szupernépszerű, futballsztár, szerethető Geoff az a fajta fiú, akit jó természetéért mindenki kedvel, bár nem nagy ész. Népszerű, mert nem bánik lekezelően a csapat kevésbé közkedvelt tagjaival – csak bulizni akar, jól akarja érezni magát és talán még győzni is. Mindig kész a kihívásokra, vagy a bulizásra. Bár a csapat sok tagja talán nem lenne szívbéli jóbarátja a valóvilágban, itt elfogadja őket, és természetüket. Már a Totál Dráma Sziget elején is szerelmes volt Bridgette-be, és az évad végén össze is jönnek. A Totál Dráma Akció elején mind a ketten kiesnek, mert ahelyett, hogy a feladatot csinálták volna, folyton csókolóztak. |              | |         |         |        |        |      |
| 17 | "Gwen"       | Agócs Judit | 2       | 13      | 9      | Nem    | 4    |
| Minden ruhája és a haja is kék, vagy fekete. Nagyon gyenge a humora, nem szereti a bulikat. Már a Totál Dráma Sziget elején bírták egymást Trenttel. Az évad végén Geoff azért kihozza belőle a bulimániásat. Gyűlöli Heather-t a stratégiája miatt, meg azért, mert egyszer csapdába csalta Trentet, és megcsókolta Gwen szeme láttára. De kiderült, hogy nem volt komoly. A döntőt elbukja, a következő két évadban hamar kiesik. Összejön Duncannel, amiért Courtney igencsak meggyűlöli. Az ötödik évadban szakít vele is. Zoey-val igazi barátok lesznek. |              | |         |         |        |        |      |
| 18 | "Harold"     | Molnár Levente | 13      | 5       | 17     | Nem    | Nem  |
| Ez a fiú fájdalmasan cikis. Tetőtől talpig, igazi, hamisítatlan kockafej. Van néhány kifejezetten furcsa tulajdonsága, amelyek egy középiskolában szánalmat keltenének, ebben a környezetben inkább tiszteletet ébresztenek. Például képes tájékozódni az iránytű segítségével, vagy tud nyilat faragni. El kell ismerni azonban, jól tűri a megaláztatásokat – nem veszi fel, ha mások ugratják. Műkorcsolyázik és szájdobol e két képességének köszönhetően nyeri meg a csapata a 3. és a 4. próbát. Szerelmének, LeShawnának haiku verseket ír. Mint a tinédzserek általában, ő is hajlamos túldramatizálni élete egyes pillanatait, ilyen és ehhez hasonló megjegyzések kíséretében: "egész életem legszörnyűbb napja". Tiszta szívű srác és bízik magában, ezáltal még sokra viszi. A következő évadban fontos szereplő lesz, de a VT-ban kiszavazza magát. |              | |         |         |        |        |      |
| 19 | "Heather"    | Dudás Eszter | 3       | 9       | 2      | Nem    | 10   |
| Heather csodás, ám gonosz teremtménye a földnek. Egzotikus kinézetének köszönhetően többször is szerepelt tinimagazinok címlapján. Ez a lány győzelemre termett, minden olyan tulajdonsága megvan, amiről a politikusok csak álmodnak – vonzó külső, önbizalom, vezető alkat és töretlen céltudat. Társaival nagyon könyörtelen tud lenni, azok csak addig érdeklik, amíg hasznot lát bennük – nem ajánlatos vele összetűzésbe kerülni. Nagy manipulátor, elég okos is hozzá, és az érdekeit bármilyen körülmények közt képes érvényesíteni. Ha kell, lemegy kutyába, bár még jobb, ha valamelyik alattvalója elvégzi helyette a piszkos munkát. Gonosz természetéről a show vége felé lehull a lepel: az általános iskolában kövér, igénytelen, zsíros bőrű örök vesztes volt. Megmutatjuk hosszú és rögös, pocsolyákkal és egyéb ragacsos (többek között csilis babfőzelékes) akadályokkal tarkított útját. De aztán egyszer csak elhatározta, hogy ő majd megmutatja.... Ha nincs rajta smink, vagy csapzott a haja, akkor már megőrül – ez a lány a lelke mélyén nem szereti önmagát. Egy feladatban csúnyán megkopasztják, a második évadban parókával versenyez. Összejön Alejandróval, ám figyelmetlensége miatt elveszíti a VT-finálét. Az AllStarsban ki akarja szavazni Al-t de ő esik ki. |              | |         |         |        |        |      |
| 20 | "Izzy"       | Bogdányi Titanilla | 18 / 7  | 15 / 11 | 13     | Nem    | Nem  |
| Izzy szép, de kissé flúgos. Teljesen odavan attól, hogy a Totál Dráma résztvevője lehet, ez pedig a legkiszámíthatatlanabb tettekre készteti. Egyik percben szerelmet vall, a másikban pedig tálcán kínál egy medvének. Hajlamos az érzelmi összeomlásra, mindent eltúloz és szívesen vadászik jóképű srácokra. Szemrebbenés nélkül képes hazudni – de nemcsak az érvényesülésért teszi, ez a passziója. Teljességgel kiszámíthatatlan, soha nem lehet tudni, épp milyen szél fúj nála. Még úgy is végezheti, hogy belezúg egy hozzá hasonló csodabogárba – mondjuk Owenbe. A harmadik évadban egy időre géniusz lesz. Egy időre. |              | |         |         |        |        |      |
| 21 | "Jo"         | Oláh Orsolya | Nem     | Nem     | Nem    | 5      | 12   |
| Kemény, a gyengeséget elítélő lány, Eva "hasonmása". Csípős modora miatt Villám sokáig nem tudta, hogy Jo lány, s emiatt Anne Marie gyakran piszkálta. Az AllStarsban kemény hatalmi harcot vív Heatherrel, de elveszíti. |              | |         |         |        |        |      |
| 22 | "Justin"     | Pál Tamás | 21      | 7       | Nem    | Nem    | Nem  |
| Ezt a fiút hamar lapátra tették... de naná, hogy ezt diadalmas visszatérés követte, hiszen csodálatos. Nem beszél sokat, de tud keményen dolgozni, modelleket megszégyenítő vonalairól ne is beszéljünk, ugyanakkor nem felvágós. A csajok szó szerint sóbálvánnyá dermednek láttán. Gyakorta produkál Baywatch-ba illő jeleneteket, például amikor a nagy forróságban egy vödör hidegvizet locsol magára (persze mindezt lassított felvételben). A film egyik fő látványossága, annyira fotogén. Az Akcióban az évad főgonosza lesz, a lányokat a testével csábítja el. |              | |         |         |        |        |      |
| 23 | "Katie"      | Molnár Ilona | 20      | Nem     | Nem    | Nem    | Nem  |
| A legjobb barátnők, sehová se mennek külön, utálnak elválasztva lenni. A versenybe csak azért jelentkezett, mert Sadie akart menni, és nem akart elválni tőle. |              | |         |         |        |        |      |
| 24 | "LeShawna"   | Pikali Gerda | 5       | 8       | 15     | Nem    | Nem  |
| A fekete lány ízig-vérig ragadozó. Igazi nagypályás játékos, aki győzni jött. Született vezető, aki ismeri az élet sötét oldalát is. A kritikát nem bírja, sőt kifejezetten utálja. Az embereket könnyen kihozza a sodrából, ő az egyetlen, aki még Heatherrel sem fél ujjat húzni. Önbizalomból csillagos ötös, a türelem azonban nem megy neki. Ugyanakkor neki is aranyszíve van, bárkinek segít, akinek szüksége van rá. Jólelkű lány, de igazán senkihez sem kötődik, így eszedbe se jusson, hogy közelebbi viszonyba kerülhetsz vele. Leshawna dögös csajszi, de a vadonban teljesen hasznavehetetlen, túlélőképessége nem nagyon van. Belezúg Alejandróba is, de csalódnia kell. |              | |         |         |        |        |      |
| 25 | "Lindsay"    | Dögei Éva | 9       | 6       | 14     | Nem    | 14   |
| A legcsinosabb lány a versenyben, de mivel az égiek igazságosan osztják el a tulajdonságokat – egyben a legbutább is. Heather talpát nyalja. A fiúk bámulatát egytől egyig kivívja, Tylerrel az első naptól kezdve össze vannak nőve. Heather a kezdetekkor szárnyai alá vette és hű alattvalójaként kezeli, még a gondolkodást is megspórolja neki. Persze gyakran kibabrál vele, de Lindsay inkább tűri, hogy besározza, összekócolja, mivel konfliktuskerülő. Heather jóváhagyása nélkül egy lépést sem tesz, még egy fiúval sem megy el sétálni. Végül azért kitör belőle a lázadó. Szerencsére a második évadban már nincsenek egy csapatban. A többi két évadában nem alkot maradandót. |              | |         |         |        |        |      |
| 26 | "Mike/Carl"  | Seder Gábor | Nem     | Nem     | Nem    | 6      | 1    |
| Mike egy személyiségzavaros fiú, mivel minden egyes dolog mást vált ki belőle. Általában megértő és rendszerető, de a személyiségváltozásai rosszul hatnak rá. Többi személyisége: Chester (panaszkodós), Svetlana (derűlátó), Vito (kemény), Manitoba Smith (kalandvágyó). Az AllStarsban kitör belőle Carl (az angol változatban Mal), az ördögi zseni, aki talán az eredeti személyiség – legalábbis Duncan állítása szerint. Carl elmenetel a döntőig, azonban végül Mike megfékezi, majd megnyeri az egymillió dollárt. Kölcsönösen odavannak egymásért Zoey-val. |              | |         |         |        |        |      |
| 27 | "Noah"       | Markovics Tamás | 22      | Nem     | 11     | Nem    | Nem  |
| Utál mozogni, igazi stréber. Nyúztózkodni is csak ritkán szokott. Azért jelentkezett, hogy megmutassa túlélőképességeit. A Totál Dráma Akciót követően Chris asszisztenseként kap állást. A harmadik évadban igazi parasztként van jelen, mindenre van egy oltásszerű megjegyzése. |              | |         |         |        |        |      |
| 28 | "Owen"       | Haagen Imre | 1       | 10 – 3  | 8      | Nem    | Nem  |
| Dagi, slampos srác, a buli a mindene és mindig ott bujkál a szemében az őrület apró szikrája. Szórakoztató fazon, bár kissé gusztustalan; pólója és nadrágja mindig foltos, sosem rak rendet maga után és gond nélkül pukizik vacsora közben. Owen nem túl okos, viszont aranyból van a szíve. Gondosan felkészült az útra; hozott egy rakomány műkutyagumit, műhányást és egyéb disznóságokat, amelyeket többnyire az ellenséges csapat megtréfálására vet be. Mindig csak a hülyeségen jár az esze, sokszor azonban elveti a sulykot. Owen bármilyen kihívástól lázba jön – ha felajánlasz neki egy tábla csokit, hogy rávedd, ugorjon egy 80 méteres szikláról a vízbe – simán megteszi. Az agyafúrtabb játékosok pillanatok alatt rájönnek, hogyan használhatják ki naivitását és végeztethetik el vele a piszkos munkát. A második évadban a kiesése után Chris felbéreli, hogy szívassa a versenyzőket, de végül lebukik. A VT-ben Alejandro kiszavazza, mert Al-nek hívta. |              | |         |         |        |        |      |
| 29 | "Sadie"      | Mics Ildikó Hámori Eszter (TDWT)                                                                                            | 15      | Nem     | Nem    | Nem    | Nem  |
| Katie a legjobb barátnője akitől nem szívesen válik el. Szinte mindenben egyetértenek és ugyanúgy öltözködnek is. |              | |         |         |        |        |      |
| 30 | "Sam"        | Megyeri János | Nem     | Nem     | Nem    | 10     | 11   |
| Igazi kocka. Ki nem bújik videójátékából. Járnak Dakotával. |              | |         |         |        |        |      |
| 31 | "Scott"      | Kisfalusi Lehel | Nem     | Nem     | Nem    | 4      | 3    |
| Tanyasi fickó, amit szeret is hangoztatni. Állítása szerint jóképű, mint egy öszvér. Valóságos bunkó, kedvenc időtöltése mások szívatása. Szándékosan elveszíti a próbákat, hogy valakire ráfogva a vereséget gyakorlatilag irányíthassa a kiszavazásokat. Végül ő esik áldozatául egy másik csapdának, amelyet Zoey épített. A mutáns cápa, Fogas ősellensége. Az AllStarsban Courtney pasija lesz, majd Zoey a döntő kapujában hazaküldi Mike javára. |              | |         |         |        |        |      |
| 32 | "Sierra"     | Kerekes Andrea | Nem     | Nem     | 4      | Nem    | 7    |
| Kicsit bugyuta, de szép lány, imádja Cody-t. Sokszor túlérzékeny, de ha a helyzet megkívánja, egy igazi vad amazon tud lenni, sokszor még attól sem riad vissza, hogy vadállatokkal harcoljon. Ő is a harmadik évadban debütál, majd látjuk az AllStarsban is, ahol Camet PótCodynak használja. |              | |         |         |        |        |      |
| 33 | "Staci"      | Náray Erika | Nem     | Nem     | Nem    | 13     | Nem  |
| Jellegtelen, hencegős, „locsifecsi” és hazug lány. Hamar ki is esett... |              | |         |         |        |        |      |
| 34 | "Tégla"      | Élő Balázs | Nem     | Nem     | Nem    | 9      | Nem  |
| Katona, meg is látszik a jellemén. Gyakran versenyre kel Jo-val,de általában alulmarad. Chris csapatot cseréltet vele, majd megmenti a régi társait, cserébe kiszavazzák az újak. |              | |         |         |        |        |      |
| 35 | "Trent"      | Vári Attila | 11      | 14      | Nem    | Nem    | Nem  |
| Intelligens. Szellemes. Rejtélyesen izgalmas, bár nem keresi mindenáron a népszerűséget, mint szörfös társa, Geoff. Mivel mindez nem érdekli. Ő a zárkózott gitáros fiú. Gyakran ő az igazság bajnoka, az értelem és a nyugalom megtestesítője. Mindig követi a felnőttek által felállított szabályokat, ugyanakkor ez a tábor lehet az ő nagy esélye a kitörésre, a szabadságra. Járnak Gwennel, de a lány dobja a második évadban. |              | |         |         |        |        |      |
| 36 | "Tyler"      | Pipó László Joó Gábor (TDA különkiadás-)                                                                                    | 19      | Nem     | 10     | Nem    | Nem  |
| Imádja a sportokat, de beismeri, hogy béna hozzá. Tele van rakva a szponzorai logóival. Azért jelentkezett a versenybe, hogy kipróbálja képességeit. A VT-ben tovább bírja, és látja Gwent Duncannel smárolni. Ezért utóbbi kiejti. Jár Lindsay-vel, aki azonban egy ideig elfelejti őt, de aztán eszébe jut. |              | |         |         |        |        |      |
| 37 | "Villám"     | Láng Balázs | Nem     | Nem     | Nem    | 2      | 13   |
| Versenyzős, izomsmárolós fiú. A második hely sosem elég neki. Nem esik le neki, hogy Jo lány. A döntőben abszolút esélyesként kap ki Camerontól. Az AllStarsban hamar kiesik. |              | |         |         |        |        |      |
| 38 | "Zoey"       | Erdős Borcsa | Nem     | Nem     | Nem    | 3      | 2    |
| Nagyon szép, aranyos lány. Mike szerelme. A Sziget Fellázad végén bedurvul, de ez az ötödik évadra elmúlik. Ő találja meg Alejandro DVD-jét, amin Carl van. A döntőben aztán Mike problémája megoldódik, és újra együtt lesznek. |              | |         |         |        |        |      |

### Az Indián-sziget versenyzők
- Amy (Magyar hangja: Gulás Fanni) – Samey ikertestvére, a dominánsabb egyén kettejük közül. Folyton elnyomja és degradálja Samey-t. Végül aztán Samey kicselezi, és kiesik.
- Beardo (Magyar hangja: Potocsny Andor) – Elég furcsa, szájdobos fickó. Gyakran úgy viselkedik, mintha egy filmnek vagy egy videojátéknak a szereplője lenne. Mivel nem igazán segítette csapata munkáját, hamar hazarepült.
- Dave (Magyar hangja: Czető Roland) – Átlagos fiú, de fokozatosan becsavarodik a Sky iránti érzelmeinek a hatására. Mindig meg akarja mutatni neki, és a sokadik elutasítás után sem engedi el a lányt – ebben Sky zavaros viselkedése sem segíti. Végül szándékosan kiszavazza magát. A döntőben visszatér, és karnyújtásnyira kerül a millió dollárhoz, de az utolsó pillanatban Shawn bezsebeli a győzelmet.
- Ella (Magyar hangja: Pupos Tímea) – Jámbor természetű lány, aki egyfolytában Disney-hercegnőként énekel az állatoknak. Sugar ki nem állhatja. Chris is megtiltja neki az éneklést, majd mikor mégis dalra fakad, kizárják.
- Jasmine (Magyar hangja: Pap Katalin) – Ijesztően nagy termetű ausztrál lány, a Kinosewak szellemi vezetője. Első ránézésre tökéletes versenyzőnek tűnik, de fokozatosan bizonytalanabbá válik, és gyengeségeire (például klausztrofóbiájára) is fény derül. Roppant céltudatos, azonban Shawn hamar leveszi a lábáról, ami többször is megzavarja őt. Végül összejönnek és a főnyeremény elfelezése mellett döntenek.
- Leonard (Magyar hangja: Bordás János TDPI, TDRR: Szokol Péter) – Igazi különc, mágusnak képzeli magát. Sugar egyből csodálni kezdi, de a gyakorlatban nem sok haszna van a tevékenységének, ezért a Maskwak többi tagja a mielőbbi kiszavazása mellett dönt.
- Max (Magyar hangja: Szokol Péter) – Magát a világ leggonoszabb, legördögibb, legokosabb teremtményeként számon tartó, azonban a valóságban inkább csak egy mitugrász-jellegű suhanc. Scarlettet már az évad elejétől próbálja az uralkodása alá vonni, azt azonban nem sejti, hogy végül csak egy bábu lesz a lány játékában. Végül Scarlett kilövése során Chrisnek elege lesz a gonosz-témából, ezért Maxet is berakja az ágyúba – más kérdés, hogy már korábban kiszavazták, csak Ella kirúgása miatt maradhatott.
- Rodney (Magyar hangja: Juhász Zoltán) – Falusi fickó, nagy fizikai ereje ellenére meglehetősen nagy balek. Nagyon könnyen belezúg akármelyik lányba, ilyenkor bele is képzeli magát a nem létező kapcsolatba, és zavarba jön, ha bármelyik lány hozzászól.
- Samey (Magyar hangja: Czető Zsanett) -Amy ikertestvére, akinél jóval kedvesebb. Jasmine biztatja, hogy ne hagyja magát alárendelni, ezért egy csellel kirúgatja Amyt a műsorból. A bokszolós feladatnál Amyt visszahozzák, aki igazságot követel, de Chris inkább mindkettejüket lapátra teszi.
- Scarlett (Magyar hangja: Sipos Eszter Anna) – Eleinte stréberként mutatkozik meg, de később kiderül, hogy egy igazi őrült. Ő fedezi fel, hogy mesterséges a sziget, ami felett át is veszi az irányítást. Végül a maradék öt versenyző legyűri, és kizárják a műsorból.
- Shawn (Magyar hangja: Joó Gábor) – Mániákus zombifóbiás, de ennek ellenére meglehetősen rátermett fiú. A kezdetektől fogva keresi Jasmine kegyét, amit az évad végére néhány veszekedés ellenére meg is talál. A magyar változatban Shawn a hatodik évad győztese.
- Sky (Magyar hangja: Lamboni Anna) – Sportos lány, aki állítása szerint kizárólag versenyezni jött, mégis szemet vet Dave-re. Az ő kapcsolatuk a korábban több évadon át tartó Courtney-Duncan viszonyt leszámítva a legzavarosabb szerelmi történet a showban. Végül nem zárul boldogan a történetük, sőt, a fináléban a segítőjeként hívott Dave – miután kiderül, hogy Sky-nak barátja van – már kifejezetten a vereségének szurkol.
- Sugar (Magyar hangja: Mezei Kitty) – Külsőleg és némiképp belsőleg is Owen kicsit aljasabb női megfelelője, kövérkés, szórakozott lány. Bárkit elsöpör az útjából, akit nem kedvel, és simán hátbaszúrja a szövetségeseit is, ha érdekei úgy kívánják. El van ájulva Leonard mágusi tevékenységétől.
- Topher (Magyar hangja: Bor László) – Műsorvezető-palánta, többször is Chris agyára megy a bálványozásból átforduló csípős megjegyzéseivel. Folyton arra utalgat, hogy fiatalabb házigazdára lenne szükség, míg végül kap is egy hívást a csatornától, hogy mostantól ő a műsor vezetője. Azonban kiderül, hogy csak Chris verte át, ami egyenes utat mutat neki az ágyúba.

### Részvétel az évadokban
| Név       | TDI  | TDA           | TDWT          | TD:ROTI | TD:AS | TDPI |
| Alejandro | NEM  | NEM           | IGEN          | NEM     | IGEN  | NEM  |
| Ann Maria | NEM  | NEM           | NEM           | IGEN    | NEM   | NEM  |
| B         | NEM  | NEM           | NEM           | IGEN    | NEM   | NEM  |
| Beth      | IGEN | NYER          | NEM           | NEM     | NEM   | NEM  |
| Blaineley | NEM  | NEM           | A 18. RÉSZTŐL | NEM     | NEM   | NEM  |
| Bridgette | IGEN | IGEN          | IGEN          | NEM     | NEM   | NEM  |
| Cameron   | NEM  | NEM           | NEM           | NYER    | IGEN  | NEM  |
| Cody      | IGEN | NEM           | IGEN          | NEM     | NEM   | NEM  |
| Courtney  | IGEN | A 13. RÉSZTŐL | IGEN          | NEM     | IGEN  | NEM  |
| Dakota    | NEM  | NEM           | NEM           | IGEN    | NEM   | NEM  |
| Dawn      | NEM  | NEM           | NEM           | IGEN    | NEM   | NEM  |
| DJ        | IGEN | IGEN          | IGEN          | NEM     | NEM   | NEM  |
| Duncan    | IGEN | IGEN          | IGEN          | NEM     | IGEN  | NEM  |
| Eva       | IGEN | NEM           | NEM           | NEM     | NEM   | NEM  |
| Ezekiel   | IGEN | NEM           | IGEN          | NEM     | NEM   | NEM  |
| Geoff     | IGEN | IGEN          | NEM           | NEM     | NEM   | NEM  |
| Gwen      | NYER | IGEN          | IGEN          | NEM     | IGEN  | NEM  |
| Harold    | IGEN | IGEN          | IGEN          | NEM     | NEM   | NEM  |
| Heather   | IGEN | IGEN          | NYER          | NEM     | IGEN  | NEM  |
| Izzy      | IGEN | IGEN          | IGEN          | NEM     | NEM   | NEM  |
| Jo        | NEM  | NEM           | NEM           | IGEN    | IGEN  | NEM  |
| Justin    | IGEN | IGEN          | NEM           | NEM     | NEM   | NEM  |
| Katie     | IGEN | NEM           | NEM           | NEM     | NEM   | NEM  |
| Le Shawna | IGEN | IGEN          | IGEN          | NEM     | NEM   | NEM  |
| Lindsay   | IGEN | IGEN          | IGEN          | NEM     | IGEN  | NEM  |
| Mike      | NEM  | NEM           | NEM           | IGEN    | IGEN  | NEM  |
| Noah      | IGEN | NEM           | IGEN          | NEM     | NEM   | NEM  |
| Owen      | IGEN | IGEN          | IGEN          | NEM     | NEM   | NEM  |
| Sadie     | IGEN | NEM           | NEM           | NEM     | NEM   | NEM  |
| Sam       | NEM  | NEM           | NEM           | IGEN    | IGEN  | NEM  |
| Scott     | NEM  | NEM           | NEM           | IGEN    | IGEN  | NEM  |
| Sierra    | NEM  | NEM           | IGEN          | NEM     | IGEN  | NEM  |
| Staci     | NEM  | NEM           | NEM           | IGEN    | NEM   | NEM  |
| Tégla     | NEM  | NEM           | NEM           | IGEN    | NEM   | NEM  |
| Trent     | IGEN | IGEN          | NEM           | NEM     | NEM   | NEM  |
| Tyler     | IGEN | NEM           | IGEN          | NEM     | NEM   | NEM  |
| Villám    | NEM  | NEM           | NEM           | IGEN    | IGEN  | NEM  |
| Zoey      | NEM  | NEM           | NEM           | IGEN    | NYER  | NEM  |
| Amy       | NEM  | NEM           | NEM           | NEM     | NEM   | IGEN |
| Beardo    | NEM  | NEM           | NEM           | NEM     | NEM   | IGEN |
| Dave      | NEM  | NEM           | NEM           | NEM     | NEM   | IGEN |
| Ella      | NEM  | NEM           | NEM           | NEM     | NEM   | IGEN |
| Jasmine   | NEM  | NEM           | NEM           | NEM     | NEM   | IGEN |
| Leonard   | NEM  | NEM           | NEM           | NEM     | NEM   | IGEN |
| Max       | NEM  | NEM           | NEM           | NEM     | NEM   | IGEN |
| Rodney    | NEM  | NEM           | NEM           | NEM     | NEM   | IGEN |
| Samey     | NEM  | NEM           | NEM           | NEM     | NEM   | IGEN |
| Scarlett  | NEM  | NEM           | NEM           | NEM     | NEM   | IGEN |
| Shawn     | NEM  | NEM           | NEM           | NEM     | NEM   | NYER |
| Sky       | NEM  | NEM           | NEM           | NEM     | NEM   | IGEN |
| Sugar     | NEM  | NEM           | NEM           | NEM     | NEM   | IGEN |
| Topher    | NEM  | NEM           | NEM           | NEM     | NEM   | IGEN |